# حسرات جعفروف
حسرات والح أغلو جعفروف (مواليد 2002، قرية قرداغلي) هو مصارع أذربيجاني يستعمل أسلوب المصارعة اليونانية الرومانية، فائز بالميدالية البرونزية في دورة الألعاب الأولمبية الصيفية 2024، وهو بطل أوروبا مرتين في عامي 2023 و2024، وبطل أوروبا والعالم في فئة الشباب لعام 2021، وبطل العالم لعام 2021 في فئة المصارعين تحت 23 سنة، وعضو في المنتخب الوطني الأذربيجاني في المصارعة اليونانية الرومانية، وبطل العالم لصيف عام 2023، وحاصل على الميدالية البرونزية في بطولة العالم لعام 2022 وبطولة أوروبا لعام 2022، وشارك في بطولة العالم لعام 2021 في أوسلو.

## سيرته ذاتية
وُلد حسرات جعفروف في 5 أكتوبر 2002، في قرية قرداغلي بمنطقة جورانبوي في أذربيجان. بدأ حسرات ممارسة المصارعة في سن مبكرة، واستُلهم من أخيه الأكبر.
في الصف السابع، انتقل إلى المدرسة الرياضية الأولمبية الوطنية في باكو.
في عام 2017، فاز ببطولة أوروبا للناشئين في سراييفو في فئة وزن 42 كجم. وفي عام 2019، فاز بالميدالية الذهبية في مهرجان الألعاب الأولمبية الأوروبية للناشئين في باكو.
في عام 2021، حقق نجاحات في البطولات الأوروبية والعالمية ليصبح بطلاً في فئات الشباب والمصارعين دون 23 سنة. كان مدربه الشخصي بطل العالم حسن علييف. كما حصل جعفرلي على ميداليتين برونزيتين في بطولات أوروبا والعالم لعام 2022.
في عام 2024، أصبح جعفرلي بطل أوروبا وحاز على الميدالية البرونزية في الألعاب الأولمبية الصيفية في باريس، كأول مشاركة له في الأولمبياد عن عمر 21 عاماً. في نصف النهائي خسر أمام منافسه الأوكراني، لكن في مباراة البرونزية، فاز على أيمنتور إسماعيلوف من قيرغيزستان.
بتاريخ 13 أغسطس 2024، منح الرئيس إلهام علييف وسام "خدمة الوطن" من الدرجة الثالثة لحسرات جعفرلي تقديراً لإنجازاته في تطوير الرياضة الأذربيجانية.

## روابط خارجية
- حسرات جعفروف على موقع قاعدة بيانات المصارعة الدولية (الإنجليزية)
- حسرات جعفروف على موقع اللجنة الأولمبية الدولية (الإنجليزية)
- حسرات جعفروف على موقع اللجنة الأولمبية الأذربيجانية (الأذربيجانية)
- "Həsrət Cəfərov vaxtından əvvəl rəqibini məğlub edərək 1/4 final mərhələsinə yüksəldi على يوتيوب